# سنت جیمزس
longitudeسنت جیمزسlatitudeسنت جیمزس
سنت جیمزس (به انگلیسی: St James's) یک ناحیه در لندن است که در شهر وست‌مینستر واقع شده‌است.